# Anisoperas bimaculata
Anisoperas bimaculata är en fjärilsart som beskrevs av W. Warren 1905. Anisoperas bimaculata ingår i släktet Anisoperas och familjen mätare. Inga underarter finns listade i Catalogue of Life.